# Mazatenango
Mazatenango är en departementshuvudort i Guatemala.   Den ligger i departementet Departamento de Suchitepéquez, i den sydvästra delen av landet, 110 km väster om huvudstaden Guatemala City. Mazatenango ligger 373 meter över havet och antalet invånare är 44 132.
Terrängen runt Mazatenango är kuperad norrut, men söderut är den platt. Terrängen runt Mazatenango sluttar söderut. Runt Mazatenango är det ganska tätbefolkat, med 160 invånare per kvadratkilometer. Mazatenango är det största samhället i trakten. I omgivningarna runt Mazatenango växer huvudsakligen savannskog.